# 赤道航空
赤道航空曾是一家赤道畿內亞的航空公司。

## 歷史
该航空公司成立於2004年12月，它的前身是赤道畿內亞航空，因為政府命令把赤道畿內亞航空內的唯一一架安東諾夫型機去建立另一間航空公司——赤道航空。這架飛機發生一件致命事故，因为就沒有其他备用飛機，于2005年8月31日被迫终止运营。

## 備註
1. ↑   （页面存档备份，存于）2005年8月31日